# Robinson Rivadeneyra Reátegui
Robinson Rivadeneyra Reátegui (Iquitos, 13 de junio de 1960) es un filósofo, empresario y político peruano. Fue el primer presidente del Gobierno Regional de Loreto, siendo elegido en las elecciones regionales del año 2002 para el periodo 2003-2006. Fue también congresista de la república en el breve periodo 2000-2001.

## Biografía
Robinson Rivadeneyra nació en Iquitos, ciudad ubicada en la provincia de Maynas del departamento de Loreto, el 13 de junio de 1960. Es hijo de Cristóbal Rivadeneyra Arévalo y de Hilmer Reátegui Mosquera.
Cursó sus estudios primarios y secundarios en su ciudad natal. Entre 1978 y 1995 cursó estudios superiores de Filosofía e Historia en la Facultad de Educación de la Universidad Nacional de la Amazonía Peruana. Fue miembro de la Juventud Estudiantil Católica (1973-1982), a la cual se afilió a los 13 años de edad, estudiando cursos de teología en la Pontificia Universidad Católica del Perú.
Fue también dirigente estudiantil desde los inicios de sus estudios superiores, siendo presidente del Centro Federado en 1983, miembro de la Asamblea Estatutaria de la Universidad Nacional de la Amazonía Peruana en 1984, miembro del Consejo Universitario en 1985 y miembro de la Asamblea Universitaria en 1987.

## Trayectoria
Como empresario dirigió importantes empresas en la región Loreto dedicadas a la actividad editorial y a la construcción. Fue profesor rural en la Comunidad Nativa Huiririma ubicada en el Río Napo, en 1978. 
En el año 1983 se inicia en el ámbito político como miembro de Izquierda Unida, siendo secretario regional de Organización de la región Loreto, y en 1989 postuló sin éxito como regidor municipal de la provincia de Maynas.

### Congresista de la República
En 1990 se unió a Fuerza Loretana, movimiento regional independiente fundado por Yván Vásquez Valera, siendo su asesor en temas políticos, y ejerció como responsable político desde 1995 hasta el año 2000. Ese mismo año Fuerza Loretana realizó una alianza con Perú Posible, partido político de Alejandro Toledo y Robinson Rivadeneyra postuló al Congreso de la República en las elecciones parlamentarias, siendo luego elegido como congresista por la región Loreto con 48,128 votos y fue juramentado para el periodo parlamentario 2000-2005.
Como congresista fue miembro de las Comisiones Presupuesto, Acusaciones Constitucionales y Medio Ambiente. Fue también miembro de la oposición al gobierno de Alberto Fujimori, en la cual participó en la Marcha de los Cuatro Suyos encabezada por Alejandro Toledo y colaboró con los congresistas opositores en temas de investigación contra Vladimiro Montesinos.
Su cargo parlamentario tuvo que ser reducido hasta el año 2001 tras la difusión de los Vladivideos, hecho que generó la renuncia de Alberto Fujimori mediante un fax desde Japón y que los congresistas de oposición realizarán una moción de vacancia contra Fujimori por incapacidad moral, la cual tuvo éxito y se dio inicio al gobierno de transición encabezado por Valentín Paniagua.
En 2001, Robinson Rivadeneyra decidió renunciar a Perú Posible tras alegar falta de interés con Fuerza Loretana y por incluir al congresista Jorge Chávez Sibina como candidato del partido a la región Loreto. Finalmente, Rivadeneyra se unió a las filas del partido político Unión por el Perú y postuló nuevamente al Congreso de la República, en las que no tuvo éxito.

### Presidente Regional de Loreto
En el año 2001, Robinson Rivadeneyra se alejó de Fuerza Loretana y fundó su propia agrupación política, el Movimiento Independiente Unidos por Loreto (UNIPOL). Al año siguiente, Rivadeneyra se presentó como candidato a la presidencia del Gobierno Regional de Loreto en las elecciones regionales y compitió contra Yván Vásquez Valera, su exlíder y candidato por Fuerza Loretana. Finalmente, Rivadeneyra logró vencer a Vásquez con el 36.51% de votos preferenciales, lo cual fue proclamado como el primer presidente del Gobierno Regional de Loreto y juramentado para el periodo 2003-2006.
En su gestión se realizaron diversas obras, entre ellas la carretera que une las ciudades de Iquitos y Nauta. También realizó la construcción de pabellones en el Penal de San Jacinto y del estadio Max Agustín de Iquitos.
Al finalizar su gestión, Rivadeneyra decidió postular a la reelección al cargo en las elecciones regionales del año 2006. Sin embargo su candidatura quedó en tercer lugar y fue vencido por Yván Vásquez Valera.
Postuló nuevamente en las elecciones regionales del año 2010 y en las elecciones del año 2014, ambas ocasiones sin éxito.

## Procesos Judiciales
En diciembre del 2018, Robinson Rivadeneyra fue condenado a 6 años de prisión por el delito de colusión, luego de que se lo investigara por el caso de la construcción del Mercado Modelo 3 de Octubre a una empresa contratista, pese a que la obra no tenía aprobación del Sistema Nacional de Inversión Pública (SNIP).